# アカハライモリ
アカハライモリ（学名：Cynops pyrrhogaster）は、有尾目イモリ科に分類される両生類の一種。背側は暗色で、腹側は鮮やかな赤色だが、年齢、遺伝、地域によって体色は異なる。全長は8-15cmに達する。捕食者から身を守るため、主に食事から神経毒であるテトロドトキシンを大量に摂取し蓄積している。
日本固有種であり、本州（下北半島の低山地以南）、四国、九州を含む日本列島に分布する。自然および人工の水域、森林、草原などに生息する。春から初夏にかけて繁殖し、交尾の準備ができると雌雄ともにフェロモンを出す。卵は1つずつ産まれ、約3週間後に孵化する。孵化した幼生は5-6ヶ月で幼体に成長する。幼体は土壌の獲物を、成体は様々な昆虫、オタマジャクシ、同種の卵を食べる。捕食者から防御するためにいくつかの適応をしており、地域によって変化がある。失った体の部位を再生する能力など、いくつかの能力が研究されている。
中期中新世に最も近い種から分岐し、その後4つの異なる地域種族に分かれ、それぞれが地理的に分化しているが、正式には単一の種を構成するとされている。現在個体数は減少しており、病気の流行や飼育目的の捕獲などの影響を受けている。飼育は簡単で人気がある。

## 分類と系統
1826年にドイツの動物学者であるハインリヒ・ボイエによって、日本からヨーロッパに持ち込まれた標本に基づき、Molge pyrrhogasterとして初めて記載された。彼はアカハライモリをスベイモリと比較し、日本産だと知らなければ混同していただろうと述べている。彼が研究した標本はどれも完全な成熟個体では無かった。種小名の pyrrhogaster は、ギリシア語の「purrhos（火）」と「gastēr（腹）」に由来する。Salamandra subcristata は1838年にコンラート・ヤコブ・テミンクとヘルマン・シュレーゲルによって記載され、同年にスイスの博物学者であるヨハン・ヤコブ・フォン・チューディによってイモリ属 Cynops に分類された。1850年にはイギリスの動物学者であるジョン・エドワード・グレイによって Cynops subcristata と Molge pyrrhogaster が Cynops pyrrhogaster のシノニムとなった。2001年のミトコンドリアDNAの研究では、イモリ属のアオイモリとユンナンイモリは異なる属に分類される可能性があることが示された。
ITISでは16個のシノニムが挙げられている。以前は東北、関東、渥美、中間、篠山、広島の6つの地方種族が認識されており、篠山種族は1969年にRobert Mertensによって Triturus pyrrhogaster sasayamae という亜種として記載されたが、現在では認められていない。分子系統解析によると、4つの系統に分類される。特に篠山種族と中間種族の妥当性は証明されておらず、ある研究では行動上の違いは見られなかった。

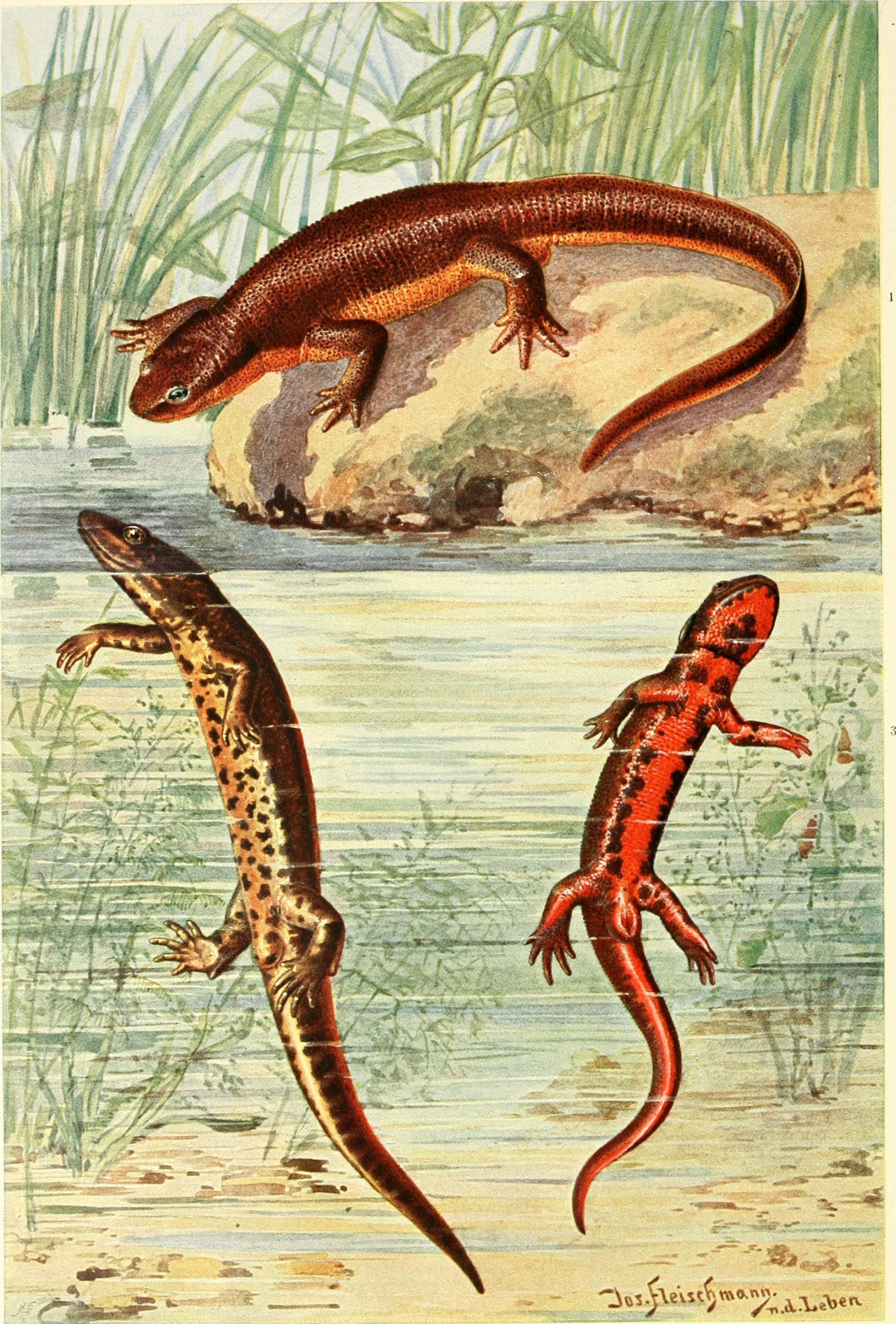
イモリの図。右下が本種

以下は本種を含むイモリの系統樹である。

|  | フトイモリ属 |
|  |              |
|  | コブイモリ属 |
|  |              |

|  | チュウゴクイモリ |
|  |                  |
|  | アオイモリ       |
|  |                  |

|  | 中部系統                                              |
|  |                                                       |
|  | \| \| 南部系統 \| \| \| \| \| \| 西部系統 \| \| \| \| |
|  |                                                       |
|  | 南部系統                                              |
|  |                                                       |
|  | 西部系統                                              |
|  |                                                       |

|  | 南部系統 |
|  |          |
|  | 西部系統 |
|  |          |

|  | 中部系統                                              |
|  |                                                       |
|  | \| \| 南部系統 \| \| \| \| \| \| 西部系統 \| \| \| \| |
|  |                                                       |
|  | 南部系統                                              |
|  |                                                       |
|  | 西部系統                                              |
|  |                                                       |

|  | 南部系統 |
|  |          |
|  | 西部系統 |
|  |          |

|  | 中部系統                                              |
|  |                                                       |
|  | \| \| 南部系統 \| \| \| \| \| \| 西部系統 \| \| \| \| |
|  |                                                       |
|  | 南部系統                                              |
|  |                                                       |
|  | 西部系統                                              |
|  |                                                       |

|  | 南部系統 |
|  |          |
|  | 西部系統 |
|  |          |

|  | 中部系統                                              |
|  |                                                       |
|  | \| \| 南部系統 \| \| \| \| \| \| 西部系統 \| \| \| \| |
|  |                                                       |
|  | 南部系統                                              |
|  |                                                       |
|  | 西部系統                                              |
|  |                                                       |

|  | 南部系統 |
|  |          |
|  | 西部系統 |
|  |          |

|  | チュウゴクイモリ |
|  |                  |
|  | アオイモリ       |
|  |                  |

|  | 中部系統                                              |
|  |                                                       |
|  | \| \| 南部系統 \| \| \| \| \| \| 西部系統 \| \| \| \| |
|  |                                                       |
|  | 南部系統                                              |
|  |                                                       |
|  | 西部系統                                              |
|  |                                                       |

|  | 南部系統 |
|  |          |
|  | 西部系統 |
|  |          |

|  | 中部系統                                              |
|  |                                                       |
|  | \| \| 南部系統 \| \| \| \| \| \| 西部系統 \| \| \| \| |
|  |                                                       |
|  | 南部系統                                              |
|  |                                                       |
|  | 西部系統                                              |
|  |                                                       |

|  | 南部系統 |
|  |          |
|  | 西部系統 |
|  |          |

|  | 中部系統                                              |
|  |                                                       |
|  | \| \| 南部系統 \| \| \| \| \| \| 西部系統 \| \| \| \| |
|  |                                                       |
|  | 南部系統                                              |
|  |                                                       |
|  | 西部系統                                              |
|  |                                                       |

|  | 南部系統 |
|  |          |
|  | 西部系統 |
|  |          |

|  | 中部系統                                              |
|  |                                                       |
|  | \| \| 南部系統 \| \| \| \| \| \| 西部系統 \| \| \| \| |
|  |                                                       |
|  | 南部系統                                              |
|  |                                                       |
|  | 西部系統                                              |
|  |                                                       |

|  | 南部系統 |
|  |          |
|  | 西部系統 |
|  |          |

|  | フトイモリ属 |
|  |              |
|  | コブイモリ属 |
|  |              |

|  | チュウゴクイモリ |
|  |                  |
|  | アオイモリ       |
|  |                  |

|  | 中部系統                                              |
|  |                                                       |
|  | \| \| 南部系統 \| \| \| \| \| \| 西部系統 \| \| \| \| |
|  |                                                       |
|  | 南部系統                                              |
|  |                                                       |
|  | 西部系統                                              |
|  |                                                       |

|  | 南部系統 |
|  |          |
|  | 西部系統 |
|  |          |

|  | 中部系統                                              |
|  |                                                       |
|  | \| \| 南部系統 \| \| \| \| \| \| 西部系統 \| \| \| \| |
|  |                                                       |
|  | 南部系統                                              |
|  |                                                       |
|  | 西部系統                                              |
|  |                                                       |

|  | 南部系統 |
|  |          |
|  | 西部系統 |
|  |          |

|  | 中部系統                                              |
|  |                                                       |
|  | \| \| 南部系統 \| \| \| \| \| \| 西部系統 \| \| \| \| |
|  |                                                       |
|  | 南部系統                                              |
|  |                                                       |
|  | 西部系統                                              |
|  |                                                       |

|  | 南部系統 |
|  |          |
|  | 西部系統 |
|  |          |

|  | 中部系統                                              |
|  |                                                       |
|  | \| \| 南部系統 \| \| \| \| \| \| 西部系統 \| \| \| \| |
|  |                                                       |
|  | 南部系統                                              |
|  |                                                       |
|  | 西部系統                                              |
|  |                                                       |

|  | 南部系統 |
|  |          |
|  | 西部系統 |
|  |          |

|  | チュウゴクイモリ |
|  |                  |
|  | アオイモリ       |
|  |                  |

|  | 中部系統                                              |
|  |                                                       |
|  | \| \| 南部系統 \| \| \| \| \| \| 西部系統 \| \| \| \| |
|  |                                                       |
|  | 南部系統                                              |
|  |                                                       |
|  | 西部系統                                              |
|  |                                                       |

|  | 南部系統 |
|  |          |
|  | 西部系統 |
|  |          |

|  | 中部系統                                              |
|  |                                                       |
|  | \| \| 南部系統 \| \| \| \| \| \| 西部系統 \| \| \| \| |
|  |                                                       |
|  | 南部系統                                              |
|  |                                                       |
|  | 西部系統                                              |
|  |                                                       |

|  | 南部系統 |
|  |          |
|  | 西部系統 |
|  |          |

|  | 中部系統                                              |
|  |                                                       |
|  | \| \| 南部系統 \| \| \| \| \| \| 西部系統 \| \| \| \| |
|  |                                                       |
|  | 南部系統                                              |
|  |                                                       |
|  | 西部系統                                              |
|  |                                                       |

|  | 南部系統 |
|  |          |
|  | 西部系統 |
|  |          |

|  | 中部系統                                              |
|  |                                                       |
|  | \| \| 南部系統 \| \| \| \| \| \| 西部系統 \| \| \| \| |
|  |                                                       |
|  | 南部系統                                              |
|  |                                                       |
|  | 西部系統                                              |
|  |                                                       |

|  | 南部系統 |
|  |          |
|  | 西部系統 |
|  |          |

|  | フトイモリ属 |
|  |              |
|  | コブイモリ属 |
|  |              |

|  | チュウゴクイモリ |
|  |                  |
|  | アオイモリ       |
|  |                  |

|  | 中部系統                                              |
|  |                                                       |
|  | \| \| 南部系統 \| \| \| \| \| \| 西部系統 \| \| \| \| |
|  |                                                       |
|  | 南部系統                                              |
|  |                                                       |
|  | 西部系統                                              |
|  |                                                       |

|  | 南部系統 |
|  |          |
|  | 西部系統 |
|  |          |

|  | 中部系統                                              |
|  |                                                       |
|  | \| \| 南部系統 \| \| \| \| \| \| 西部系統 \| \| \| \| |
|  |                                                       |
|  | 南部系統                                              |
|  |                                                       |
|  | 西部系統                                              |
|  |                                                       |

|  | 南部系統 |
|  |          |
|  | 西部系統 |
|  |          |

|  | 中部系統                                              |
|  |                                                       |
|  | \| \| 南部系統 \| \| \| \| \| \| 西部系統 \| \| \| \| |
|  |                                                       |
|  | 南部系統                                              |
|  |                                                       |
|  | 西部系統                                              |
|  |                                                       |

|  | 南部系統 |
|  |          |
|  | 西部系統 |
|  |          |

|  | 中部系統                                              |
|  |                                                       |
|  | \| \| 南部系統 \| \| \| \| \| \| 西部系統 \| \| \| \| |
|  |                                                       |
|  | 南部系統                                              |
|  |                                                       |
|  | 西部系統                                              |
|  |                                                       |

|  | 南部系統 |
|  |          |
|  | 西部系統 |
|  |          |

|  | チュウゴクイモリ |
|  |                  |
|  | アオイモリ       |
|  |                  |

|  | 中部系統                                              |
|  |                                                       |
|  | \| \| 南部系統 \| \| \| \| \| \| 西部系統 \| \| \| \| |
|  |                                                       |
|  | 南部系統                                              |
|  |                                                       |
|  | 西部系統                                              |
|  |                                                       |

|  | 南部系統 |
|  |          |
|  | 西部系統 |
|  |          |

|  | 中部系統                                              |
|  |                                                       |
|  | \| \| 南部系統 \| \| \| \| \| \| 西部系統 \| \| \| \| |
|  |                                                       |
|  | 南部系統                                              |
|  |                                                       |
|  | 西部系統                                              |
|  |                                                       |

|  | 南部系統 |
|  |          |
|  | 西部系統 |
|  |          |

|  | 中部系統                                              |
|  |                                                       |
|  | \| \| 南部系統 \| \| \| \| \| \| 西部系統 \| \| \| \| |
|  |                                                       |
|  | 南部系統                                              |
|  |                                                       |
|  | 西部系統                                              |
|  |                                                       |

|  | 南部系統 |
|  |          |
|  | 西部系統 |
|  |          |

|  | 中部系統                                              |
|  |                                                       |
|  | \| \| 南部系統 \| \| \| \| \| \| 西部系統 \| \| \| \| |
|  |                                                       |
|  | 南部系統                                              |
|  |                                                       |
|  | 西部系統                                              |
|  |                                                       |

|  | 南部系統 |
|  |          |
|  | 西部系統 |
|  |          |

|  | フトイモリ属 |
|  |              |
|  | コブイモリ属 |
|  |              |

|  | チュウゴクイモリ |
|  |                  |
|  | アオイモリ       |
|  |                  |

|  | 中部系統                                              |
|  |                                                       |
|  | \| \| 南部系統 \| \| \| \| \| \| 西部系統 \| \| \| \| |
|  |                                                       |
|  | 南部系統                                              |
|  |                                                       |
|  | 西部系統                                              |
|  |                                                       |

|  | 南部系統 |
|  |          |
|  | 西部系統 |
|  |          |

|  | 中部系統                                              |
|  |                                                       |
|  | \| \| 南部系統 \| \| \| \| \| \| 西部系統 \| \| \| \| |
|  |                                                       |
|  | 南部系統                                              |
|  |                                                       |
|  | 西部系統                                              |
|  |                                                       |

|  | 南部系統 |
|  |          |
|  | 西部系統 |
|  |          |

|  | 中部系統                                              |
|  |                                                       |
|  | \| \| 南部系統 \| \| \| \| \| \| 西部系統 \| \| \| \| |
|  |                                                       |
|  | 南部系統                                              |
|  |                                                       |
|  | 西部系統                                              |
|  |                                                       |

|  | 南部系統 |
|  |          |
|  | 西部系統 |
|  |          |

|  | 中部系統                                              |
|  |                                                       |
|  | \| \| 南部系統 \| \| \| \| \| \| 西部系統 \| \| \| \| |
|  |                                                       |
|  | 南部系統                                              |
|  |                                                       |
|  | 西部系統                                              |
|  |                                                       |

|  | 南部系統 |
|  |          |
|  | 西部系統 |
|  |          |

|  | チュウゴクイモリ |
|  |                  |
|  | アオイモリ       |
|  |                  |

|  | 中部系統                                              |
|  |                                                       |
|  | \| \| 南部系統 \| \| \| \| \| \| 西部系統 \| \| \| \| |
|  |                                                       |
|  | 南部系統                                              |
|  |                                                       |
|  | 西部系統                                              |
|  |                                                       |

|  | 南部系統 |
|  |          |
|  | 西部系統 |
|  |          |

|  | 中部系統                                              |
|  |                                                       |
|  | \| \| 南部系統 \| \| \| \| \| \| 西部系統 \| \| \| \| |
|  |                                                       |
|  | 南部系統                                              |
|  |                                                       |
|  | 西部系統                                              |
|  |                                                       |

|  | 南部系統 |
|  |          |
|  | 西部系統 |
|  |          |

|  | 中部系統                                              |
|  |                                                       |
|  | \| \| 南部系統 \| \| \| \| \| \| 西部系統 \| \| \| \| |
|  |                                                       |
|  | 南部系統                                              |
|  |                                                       |
|  | 西部系統                                              |
|  |                                                       |

|  | 南部系統 |
|  |          |
|  | 西部系統 |
|  |          |

|  | 中部系統                                              |
|  |                                                       |
|  | \| \| 南部系統 \| \| \| \| \| \| 西部系統 \| \| \| \| |
|  |                                                       |
|  | 南部系統                                              |
|  |                                                       |
|  | 西部系統                                              |
|  |                                                       |

|  | 南部系統 |
|  |          |
|  | 西部系統 |
|  |          |

近縁のシリケンイモリからは、約1375万年前の中期中新世に分岐した。2種の共通祖先は、現在の東シナ海と南西諸島中央部にあたるユーラシア大陸に生息していたと考えられる。同地域は当時は日本列島と繋がった亜熱帯地域であり、アカハライモリの祖先はより適した生息地を求めて北方へと移住した可能性がある。その後東日本、中部日本、西日本、南日本の4つの分岐群に分かれた。まず東日本系統が約968万年前に分岐し、次に中部日本系統が約823万年前、最後に西日本と南日本系統が約405万年前に分岐した。南日本系統を除くすべての系統の分布域は最終氷期に縮小したが、その後再び拡大した。これら4つの分岐群を特定した研究では、正確な関係は不明であるものの、4つは異なる系統群であると結論付けられている。また1つの種としては異例なほど遺伝的差異が極端に大きいことも指摘されている。中部日本系統と西日本系統の分布域は中国地方が境界となっており、ここでは2系統の雑種も生まれている。中部日本系統は西に移動し始めており、これにより雑種の生まれる地域も移動している。交雑が進むことで西日本系統のゲノムが薄まることが予測される。

### 名称
一般名にはJapanese fire-bellied newt、red-bellied newt、Japanese fire-bellied salamanderなどがある。日本ではアカハラと呼ばれるほか、単にイモリと呼ぶ場合本種を指す。ニホンイモリ（日本井守、日本蠑螈）という別名もある。和名の「井守」は、野井戸の中にも生息するので「井戸を守る」に由来するという説や、井は田んぼを意味し、水田に生息することから「田を守る」との意味に由来するという説がある。和名はヤモリと似るが、ヤモリは爬虫類であること、人家の外壁などに生息し一生を通じて水中に入ることがないこと、変態をしないことなどが、イモリとの相違点である。

## 形態

人の手に乗った個体

上半身の皮膚は黒色から暗褐色で、イボのような隆起で覆われザラザラしている。腹部と尾の裏側は明るい赤色で、黒い斑点がある。幼体の腹はクリーム色で、成長につれて赤みが増す。島嶼部の個体では斑点が非常に小さいか、まったく無いこともある。一般的に雄は雌よりも斑点が少ない傾向がある。雄は尾が平らで幅広く、腹の周りに膨らみがある。背中まで完全に赤い変異個体も存在するが、遺伝的に劣性であると考えられている。この変異個体は特定の個体群に特有ではなく、西日本でより一般的である。
上顎には鋤口蓋歯が2列に並んでいる。舌は口の幅の半分と、比較的小さい。鼻孔は頭部の前方に位置し、互いに眼よりも近く、上からはほとんど見えない。雄の趾は雌よりも長い。尾は圧縮されており、上下にひれがある。首筋から尾まで隆起が走る。成体の全長は8-15cmである。体長は雄で43.0-64.0mm、雌で48.5-75.0mmである。北部や標高の高い地域の個体群は、南部や標高の低い地域の個体群よりも体が大きい傾向にある。卵の長さは2.1-2.3mmである。

## 分布と生息地

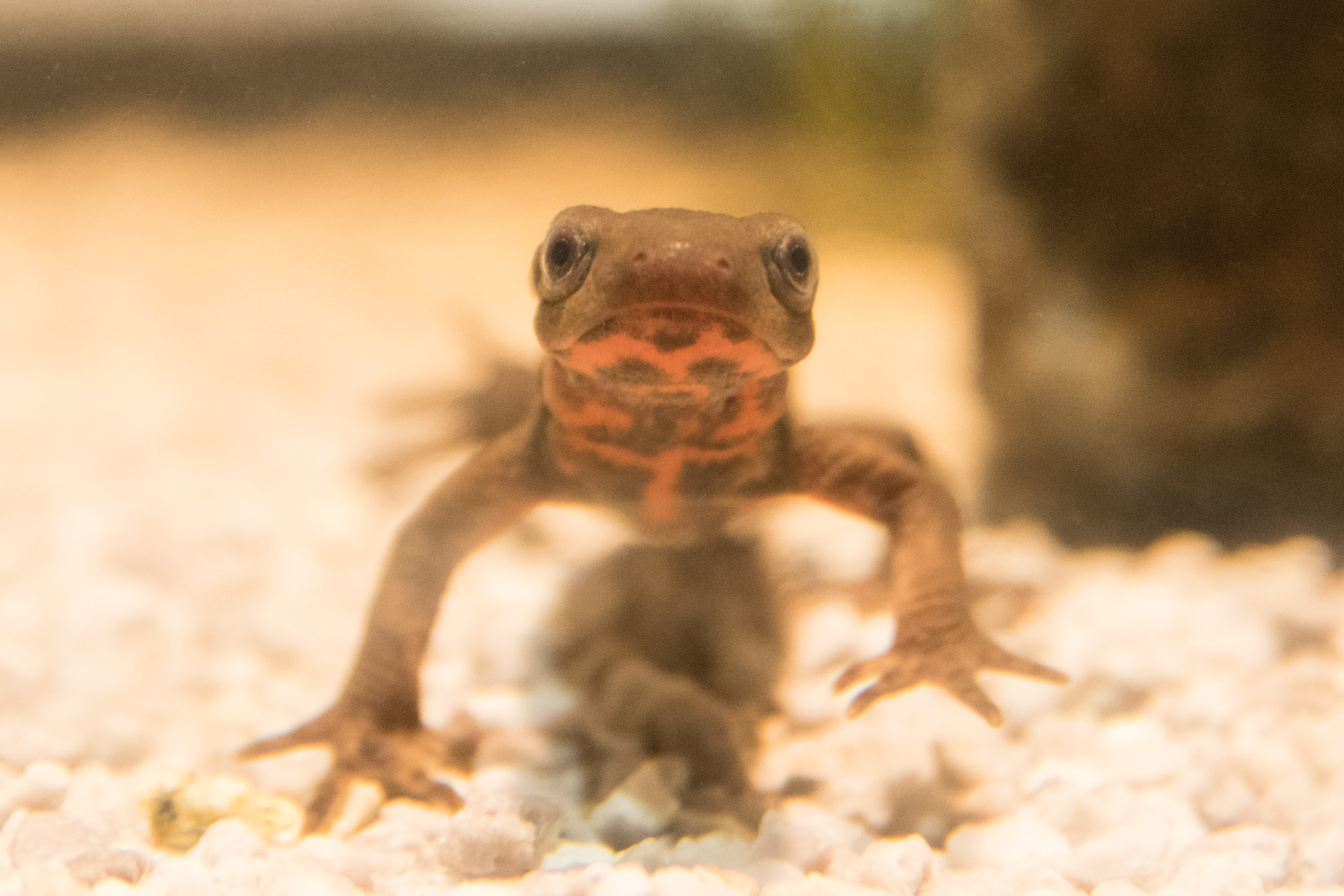
頭部

日本の固有種で、本州（下北半島の低山地以南）、四国、九州とその周囲の島嶼に分布する。南西諸島のうち、奄美群島以南には近縁種のシリケンイモリが分布する。イモリ属の中では最も北に分布する種で、本種とシリケンイモリ以外の種は中国南部原産である。島嶼では佐渡島、隠岐諸島、壱岐島、五島列島、大隅諸島まで分布するが、対馬には分布していない。大隅諸島では近年、生息の確認は無い。北海道や伊豆諸島には人為的に移入されたものが国内移入種として増えている。八丈島の移入個体群は、四国からの個体の子孫であると考えられている。導入は1970年代に起こったと考えられているが、正確な経緯は不明である。アメリカ合衆国ではフロリダ州とマサチューセッツ州で3回記録されている。これらの事例は逸脱または放流によるものであり、個体群の定着は確認されていない。
4つの系統のうち、東日本系統は東北地方と関東地方に分布している。中部日本系統は中部地方、関西地方北部、中国地方東部に分布する。西日本系統は近畿地方南部、中国地方西部、四国、九州に分布し、その分布域は中部日本系統と一部地域で重なっている。南日本系統は九州の西部と南部に分布し、その分布は西日本系統と一部地域で重なっている。
標高30-2,020mで見られる。水田、池、川の淀みなど流れのない淡水中に生息する。繁殖期以外は水辺の近くの林や、クズなどの茂る草地の水気の多い枯れ草の下などに潜むことが多い。本種の成体は繁殖期以外も水中で生活することが多い。ただし雨の日には水から出て移動することもある。冬は水路の落ち葉の下や水辺近くの石の下などで冬眠する。養殖池などの人工の水域にも生息する。

## 生態と行動

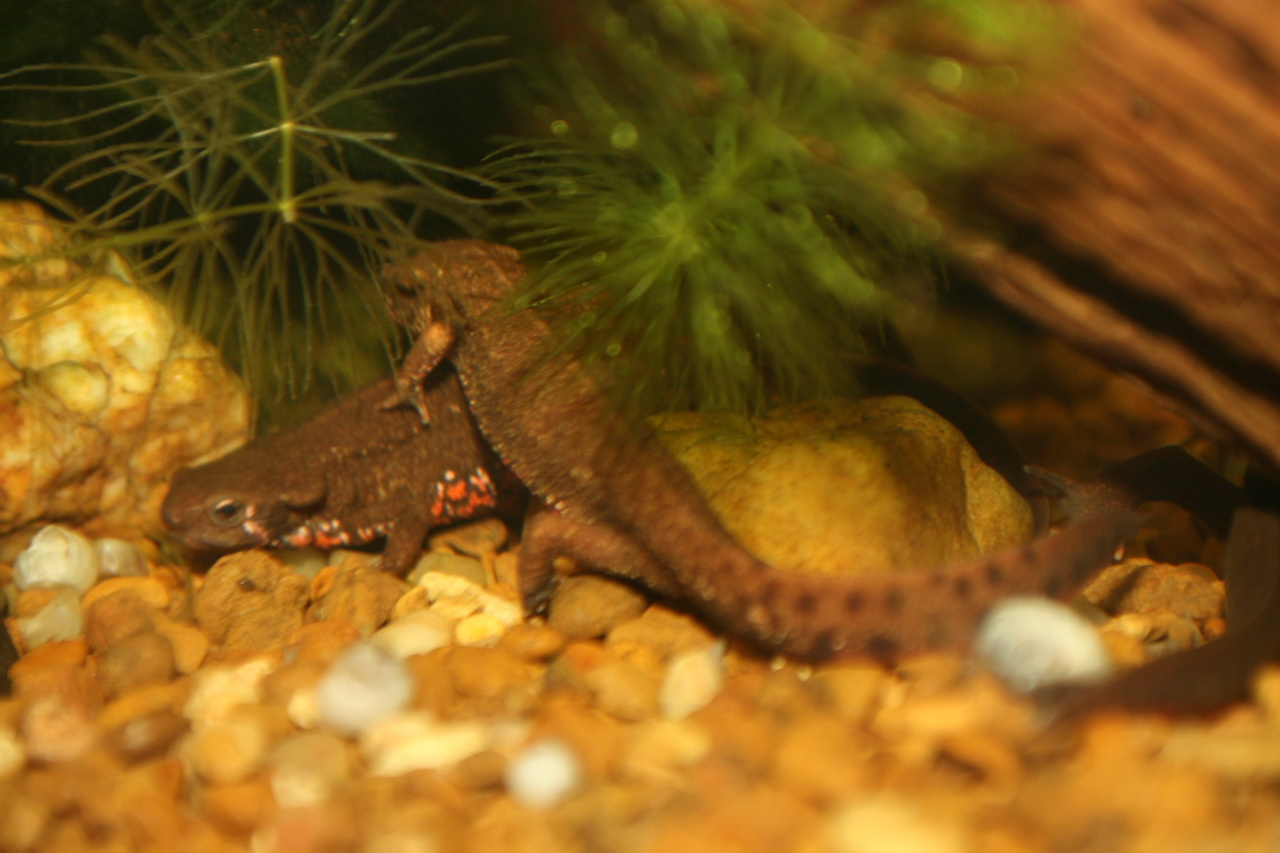
1組のアカハライモリ

### 繁殖と成長
流水に産卵する種類がいるサンショウウオ類に対し、水田、池、川の淀みなど流れの無い止水域で産卵・発生する。春から初夏にかけて、雌は雄の求愛行動を受け入れる。交尾の準備ができると、雌雄ともに異性を引き付けるためにペプチドフェロモンを分泌する。雄はソデフリン（sodefrin、額田王の短歌「茜さす紫野行き標野行き野守は見ずや君が袖振る」にちなむ）というフェロモンを分泌する。対して雌はアイモリン（「愛する女性」を意味する古語の「妹(いも)」に由来する）というフェロモンを分泌する。これらは総排出口から放出され、それぞれ脊椎動物から報告された最初のペプチドフェロモンと、脊椎動物の雌から報告された最初のペプチドフェロモンであった。
求愛の際は雄が雌に近づき、脇腹や総排泄腔を嗅ぐことから始まる。次に雄は雌の前に回り込み、青紫色の婚姻色を呈した尾を身体の横でS字に曲げて小刻みに振るわせる。雌はそれに応えて、鼻先で雄の首を押す。この時点で雄はゆっくりと離れて尾を波打たせ、雌は雄を追って十分に近づくと鼻先で尾に触れる。雄は次に数cmずつ移動しながら一度に2-4個の精莢を産み、雌は総排泄腔から精莢を取り込むが、失敗することもある。雌は寒天質に包まれた受精卵を葉や水中に沈んだ草の根などに1つずつ産む。1回の産卵で最大40個の卵を産み、繁殖期を通して100-400個の卵を産む。求愛行動には地域差があり、地域が異なる個体間では交配が成立しにくいといわれる。
受精から約3週間後に孵化し、卵から孵った幼生はアホロートルのような外鰓があり、バランサーという突起を持つ。バランサーは5日ほどで脱落する。孵化したばかりの幼生は、カエルの幼生であるオタマジャクシのように脚を持たないが、成長に伴って前後の脚が生える。ただし後脚が先に生えるオタマジャクシとは異なり、イモリは前脚が先に生える。生後3ヶ月で約3cmに成長する。生後5-6ヶ月で変態し、外鰓が消えて成体と同じような形の幼体となり、上陸する。幼生の皮膚は滑らかだが、幼体の皮膚は成体と同じくざらざらしており、乾燥には幾分抵抗性がある。そのため、上陸した幼体を無理に水に戻すと、皮膚が水をはじいて気泡がまとわりつき、銀色に見えることがある。幼体は森林などで3-5年生活し、その後水域に戻る。幼体以降は幼生のように完全に水中で生活することはできない。低地の個体は高地の個体よりも早く成熟する。高地の個体は体が小さく、寿命が長い傾向にある。野生では23歳の個体も見つかっている。

### 精子形成
精子形成中の有糸分裂から減数分裂への移行に関与するメカニズムを研究するための理想的なモデル生物であると考えられている。雄ではDNA複製とDNA修復に用いられるDNAポリメラーゼδを補助するタンパク質である増殖細胞核抗原の発現が関与している。また遺伝的組み換えに用いられるタンパク質であるDmc1も関与している。

### 食性
飼育下ではボウフラ、ブラインシュリンプ、ミミズを好んで食べることが知られている。外鰓があるうちは水中で小動物を食べて成長するが、口に入りそうな動くものには何にでも食いつくため、共食いすることもある。幼体は、森林内などで土壌に生息するトビムシやダニなどの小さな昆虫や陸棲貝類、ミミズなどの土壌動物を捕食する。福島県の吾妻連峰の亜高山帯の湿原では、生きた獲物と死肉の両方を好んでいた。トンボ（胃の中からヤゴは丸ごと、成虫は破片が発見されている）、ハエ亜目、膜翅目、甲虫など、多くの種類の昆虫を食べる。モリアオガエルのオタマジャクシや卵、同種の卵も食べる。食性は季節や年によって変化し、生息する池の中やその周辺の小動物の変化を示唆している。同様の結果は八王子市にある東京都立大学のキャンパス内の池でも確認されており、胃の中からはユスリカやミズムシ類などの昆虫を中心に、シュレーゲルアオガエルや他の両生類の卵や幼生といった小型生物が発見された。モリアオガエルやアベサンショウウオなど、希少な両生類の生息地では厄介者とされる。

### 天敵と防御

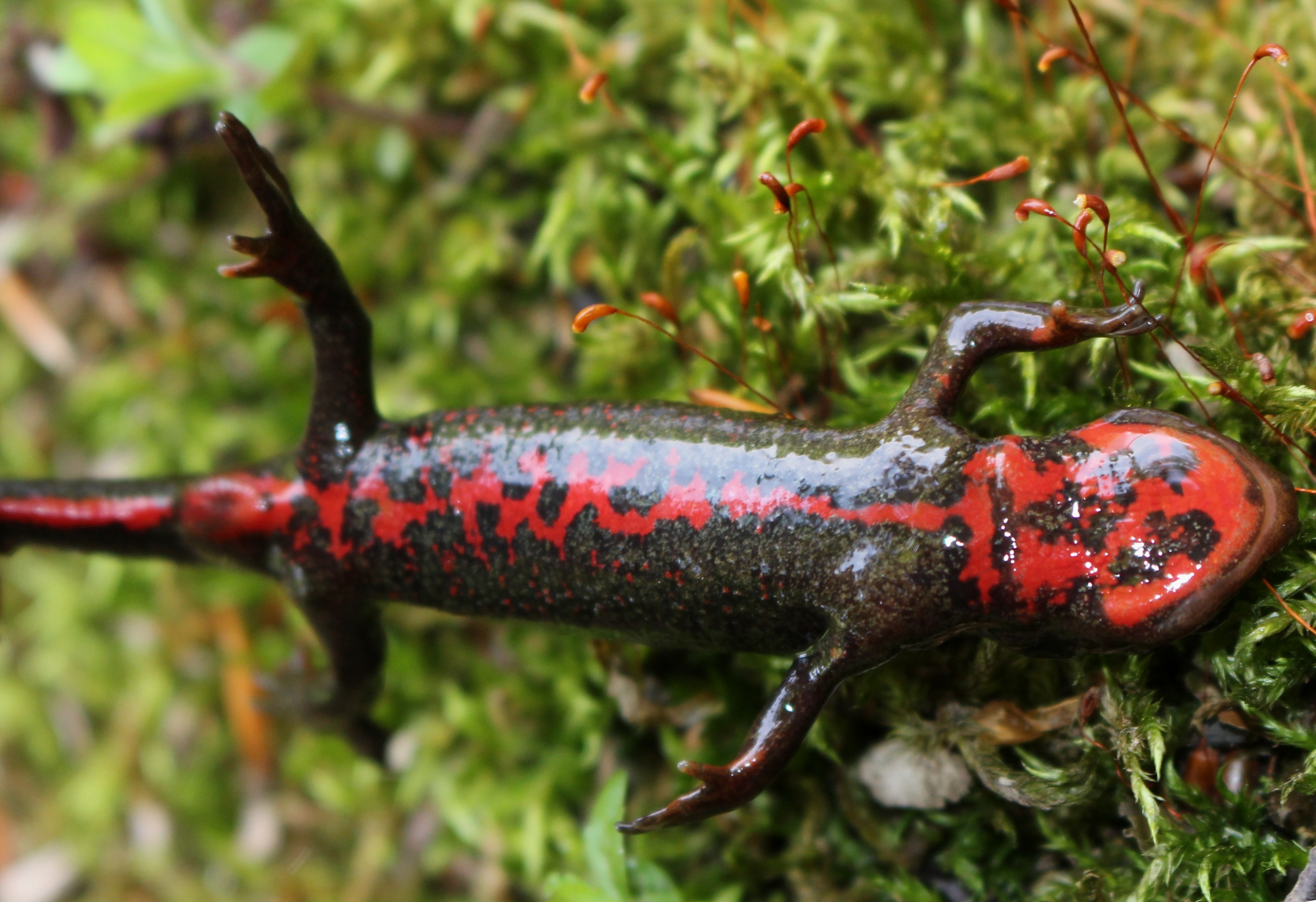
腹の赤黒の斑点模様は毒を持つことを他の動物に知らせる警戒色になっていると考えられている。陸上で強い物理刺激を受けると横に倒れて体を反らせ、赤い腹を見せる。

日本本土と島嶼部では、捕食者に対する防御行動が異なる。福江島など島嶼部の個体では、スズガエル反射と呼ばれる防御行動をとり、仰向けになってその赤い腹を天敵に見せる。島嶼部における主な捕食者である鳥類は赤色を識別できるため、この方法は効果的である。本土では哺乳類の捕食者も存在しており、それらは赤色を識別できない場合が多く、スズガエル反射が通用しない為、本土の個体群はあまり行わない。
福江島ではヘビに対して尾を振る傾向があり、これは注意を尾に引き付けるために行われる。一方長崎県本土では単に逃走する傾向にある。ヘビはどちらの地域にも生息しており、この行動の違いは本土の個体が哺乳類から逃げるように適応しているためと考えられる。哺乳類はそのような尾を振るディスプレイに反応する可能性が低い。

### 毒性
野生個体は神経毒のテトロドトキシンを高濃度に有している。この毒素はほとんどの脊椎動物のナトリウムチャネルの活動を阻害するため、鳥類と哺乳類からの捕食を防いでいる。 実験によると、毒素はほぼ完全に食事に由来する。飼育下でテトロドトキシンを供給せず育てた場合、36-70週齢の幼体からテトロドトキシンはほとんど検出されず、対して野生個体は高い毒性を持っていた。飼育下で育った個体からテトロドトキシンが検出される場合もあり、これは母親から卵に移行したものと推測された。飼育下で育った個体にテトロドトキシンを含む餌を与える実験では、テトロドトキシンを含む赤虫を与えられると喜んで食べ、毒を摂取した後も何の症状も示さなかった。その後体内からテトロドトキシンが検出され、食物から毒素を得ていることが示唆された。アカハライモリの生息地からテトロドトキシンを産生する生物は知られていないが、存在する可能性は高く、それがアカハライモリの毒の起源と言える。

## 人間との関係

### 脅威と保全

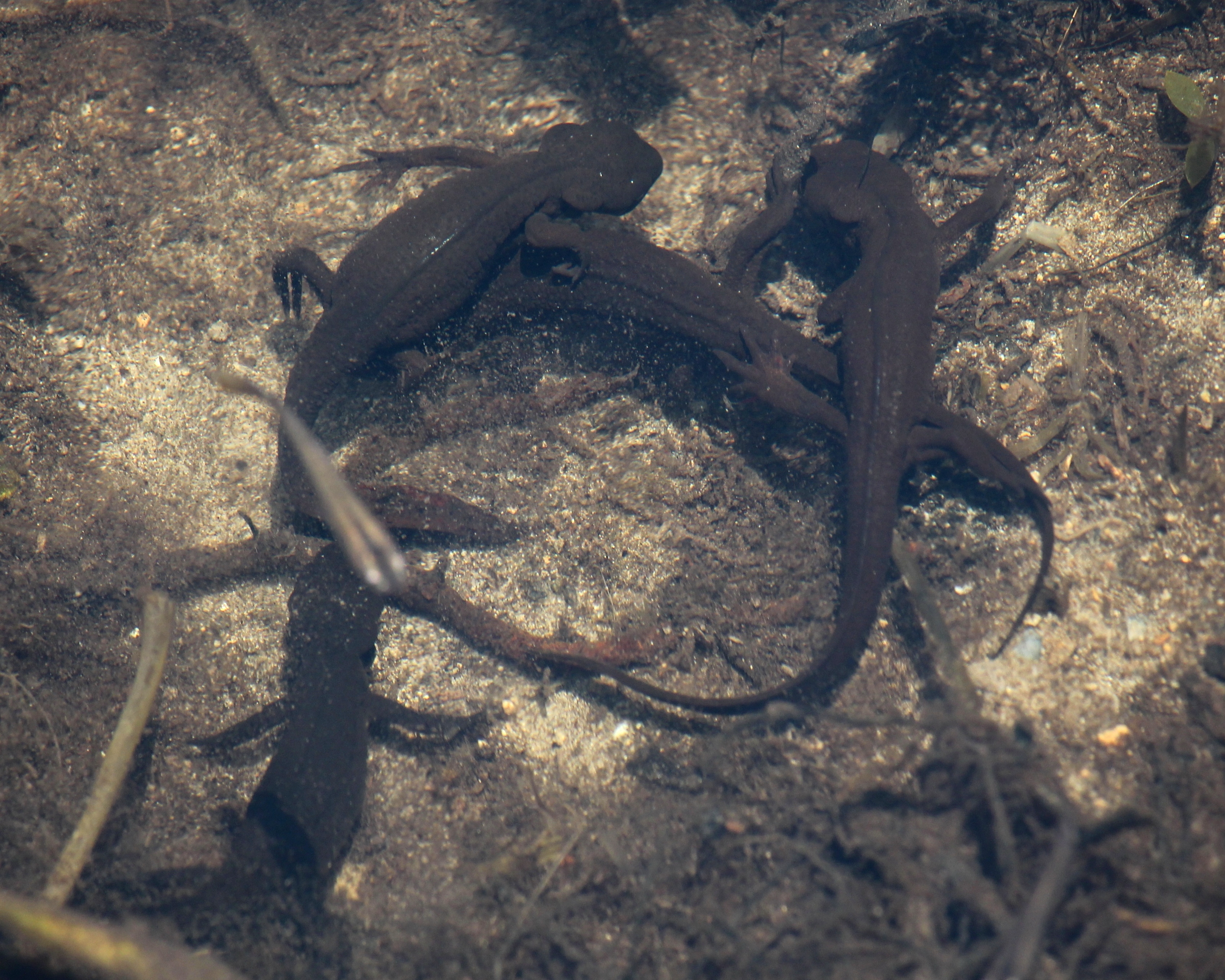
敦賀市の湿原の群れ

国際自然保護連合のレッドリストでは、近危急種に指定されている。2020年に評価が変更され、2004年以降は低危険種であった。オーストラリアの動物園では繁殖に成功している。飼育目的の採集の影響を受けており、IUCNは取引を中止すべきと主張している。田園地帯や森林に囲まれた水域では目にする機会も多いが、市街地などの護岸された水域では少ない。市街地での個体数の減少に伴い、2006年には環境省レッドリストでも準絶滅危惧種として記載され、埼玉県のように条例で捕獲を規制する自治体も現れた。他地域でも絶滅が危惧されている個体群は少なくない。
準絶滅危惧（NT）（環境省レッドリスト）
琵琶湖ではアカハライモリから謎の皮膚病が発見され、単細胞生物が引き起こすデルモシスチド感染症によると判明した。病変には胞子の詰まった嚢胞が含まれていた。病変のほとんどが外部にあったが、肝臓からも1つ見つかった。世界的に両生類は病気により個体数が減少している。このデルモシスチド感染症がモリアオガエルやヤマトサンショウウオなど、他の両生類に広がる恐れがある。
渥美半島に分布する地方種族である渥美種族は、1960年代に絶滅したと考えられていた。しかし2016年には、知多半島の個体群が形態学的特徴が似ていることから、同じ種族である可能性が高いことが判明した。涼しい気温を好み、体は滑らかで柔らかく、背は青白く、腹は黄色がかっている。この種族は絶滅の危機に瀕しており、早急な保護がなければ絶滅してしまう可能性が高い。

### 研究
非常に有用なモデル生物として利用されているが、変態後は飼育が難しい。日本学術振興会の支援を受けた研究では、チオ尿素が変態を阻止し、幼生の状態を2年間維持できる一方で、チオ尿素溶液から取り出すと変態する能力は残っていた。再生能力には何の影響も与えなかった。
胃腸の収縮を刺激するペプチドホルモンであるモチリンを産生し、これは小腸と膵臓で生成され、ほとんどの脊椎動物が持っている。アカハライモリの膵臓はモチリンに加え、インスリンも産生することが判明した。これは両生類におけるモチリンの初めての発見であり、鳥類や哺乳類と同様に、両生類でもモチリンが機能していることが判明した。膵臓のモチリンの存在は、別の未知の機能も示唆している。
他の有尾目と同様に、失われた体の部位を再生する能力があり、尾を切ったとしても完全に骨まで再生するほか、四肢を肩の関節より先で切断しても指先まで完全に再生する。この際、再生する組織は損傷を受けていない部位を反映する傾向がある。失われた水晶体の再生も可能で、幼生では30日、成体では80日かかる。この時間の違いは単に眼球の大きさによるものであり、再生能力は変化しない。これは幼生は成体よりも再生が早いという一般的な主張と矛盾している。
イモリ類は胚発生の実験材料としてもよく用いられる。特に、シュペーマンが胚域の交換移植実験などを通じて、形成体を発見するのにイモリを用いた一連の実験が有名である。イモリの再生能力は脊椎動物の中でも高く、自切を行うトカゲであっても尾の骨までは再生しない。この再生能力を生かし、ヒトの皮膚治療など再生医学への応用を視野に入れた研究対象になっている。この再生能力は研究において標識を付ける際に障害となる場合があり、一般に小型の両生類や爬虫類では様々なパターンで足指を切ってマーキングしたり個体識別（トークリッピング）を行うが、イモリの場合には簡単に再生してしまう。尾に切れ込みを入れても、傷が浅ければすぐに再生する。さらに札などを縫いつけても、やはり皮膚が切れて外れやすく、その傷もすぐに癒えてしまう。近年では、その再生力の強さに注目して、再生・分化などの研究に用いられることも多い。一度精子をオスから受け取ると半年以上も体内で保持されメス単独で産卵することや、卵が透明な寒天状物質に包まれており、容易に観察できる点など利点は多い。そのため、1994年には、スペースシャトル・コロンビアに本種が宇宙飛行士向井千秋博士とともに搭乗し、微小重力下での産卵、発生の実験と観察が行われた。

### 飼育
飼育下では赤虫、ブラインシュリンプ、スジエビ属、ミジンコ、大型の個体ではグッピーを好み、飼育は簡単であるという。一般的に有尾類は温度変化に弱く、摂餌行動が鈍く、人工環境での長期飼育が困難な種が多い。また、現地で法的に保護されている場合も少なくない。しかし日本のアカハライモリやシリケンイモリは温度変化に強く、きわめて貪欲で、飼育に適し、個体数が多く特に保護されていなかったため、ペットとして日本のみならず欧米でも人気が高まった。餌も数日に一度、エアーも必要無く、数十年生きるなど初心者でも簡単に飼える。ただし21世紀初頭の時点では先述のように保護地域も設定されるようになった。また、産地不明の飼育個体が逃げだしたり個体を遺棄したりすることによる地域個体群への遺伝子汚染が懸念されている。

### 文化
かつて日本では、イモリの黒焼きはほれ薬として有名であり、販売もされていた。竹筒のしきりを挟んで両側に雄雌一匹ずつを分けて入れ、これを焼いたもので、しきりの向こうの相手に恋焦がれて心臓まで真っ黒に焼けると伝える。実際の成分よりは、配偶行動などからの想像が主体であると思われるが、元来中国ではヤモリの黒焼きが用いられ、イモリの黒焼きになったのは日本の独自解釈による。井原西鶴『好色五人女』巻2、落語『いもりの黒焼き』、映画『いもりの黒焼』や『千と千尋の神隠し』などに、イモリの黒焼きが登場する。